# SlipKnot
SlipKnot was een van de eerste webbrowsers beschikbaar voor Windows, van november 1994 tot januari 1998. Het werd ontwikkeld om het internet volledig grafisch te kunnen weergeven voor gebruikers zonder TCP/IP-verbinding. De eerste versie kwam uit op 22 november 1994, ongeveer drie weken voor de eerste versie van Netscape Navigator. SlipKnot werd uitgebracht als shareware en was daarmee de eerste betaalbare browser.